# 伊達宗村 (仙台藩主)
伊達 宗村（だて むねむら）は、江戸時代中期から後期の大名。仙台藩6代藩主。伊達氏22代当主。官位は従四位上・侍従、左近衛権中将、越前守、陸奥守。

## 生涯
享保3年（1718年）5月27日、5代藩主・伊達吉村の4男として誕生。母は正室・長松院（冬姫）。
藩儒・田辺希文が師傅を務める。長兄・村匡（むらまさ/むらただ、享保7年（1722年）没）および次兄の菊次郎は早世、三兄の村風（むらかぜ）も分家を興していたため、代わって嫡子となる。
初め久村（ひさむら）と名乗っていたが、のちに8代将軍・徳川吉宗から偏諱を受けて宗村と改名し、吉宗の跡を継いで紀州藩主となっていた徳川宗直の次女・利根姫を正室に迎えた。寛保3年（1743年）、父・吉村から家督を譲られた。父と同じく文学面に優れ、多くの書を残している。また、馬術、槍術、剣術、軍術、砲術にも精通していた智勇兼備の人物であった。宝暦6年5月24日（1756年6月21日）、39歳で死去した。家督は嫡男・国村（重村）が継いだ。

## 人物・逸話

### 細川宗孝江戸城中横死事件
延享4年（1747年）8月15日、江戸城内の厠で、熊本藩主・細川宗孝が旗本・板倉勝該に斬られて死亡した（経緯は細川宗孝の項または板倉勝該の項参照）。宗孝には御目見を済ませた世子がおらず、このままでは細川家は無嗣断絶になりかねないところ、その場にたまたま居合わせた宗村が機転を利かせ、「宗孝殿にはまだ息がある。早く屋敷に運んで手当てせよ」と細川家の家臣に助言した。そこで、家臣たちは宗孝の遺体をまだ生きているものとして藩邸に運び込み、弟の重賢を末期養子に指名して幕府に届け出た後で、宗孝が介抱の甲斐無く死去したことにして事無きを得たと言われている。

### 北原金平直訴事件
治世中に、領民から年貢減免の直訴を受けたという逸話が伝えられている。亘理町逢隈中泉の八幡神社にある「義民北原金平顕彰碑」の碑文には、「宝暦2年（1752年）、仙台藩は大凶作に見舞われた。このため、亘理郡中泉村の農民・北原金平に年貢を軽くして欲しいとの直訴を受けたが、参勤交代の帰途での直訴であったため、宗村は金平を宅地・田畑没収の上、磔刑とした」旨が刻まれている。
しかしながら、これは史実と多くのへだたりがみられる。
仙台藩の正史である『伊達治家記録』には下記2ヶ条が記されている。
- 宝暦10年（1760年）12月23日「農金平　亘理郡中泉村　黨ヲ結ヒ大肝入ノ家ニ亂入スル首謀ニゟ其所ニ磔ス」[1]
- 宝暦10年10月11日「農源之助　亘理郡小山村一郡ノ者大肝入ノ処置ヲ疑惑シ黨ヲ結ヒ乱入ノ日祖父名七小山村一村ヲ教諭シ其黨ニ加ヘシメサルヲ賞シ金ヲ與フ」[2]

これによると金平は領主伊達宗村に直訴したのではなく、宇多亘理大肝入鈴木勇喜右衛門宅に郡内の者共と乱入・襲撃したため磔に処せられたのであり、中泉村近村の小山村では名七が村の者を教え諭して一揆に加わらせなかった事を賞され、報賞金を賜ったとある。
この事件当時の仙台領の領主は、伊達宗村ではなく宝暦6年5月24日（1756年6月21日）、宗村39歳で死去したため伊達国村（重村）が家督を継いでいる。
なお、坂津田村『安永風土記御用書出』には「勇喜右衛門儀延享四年六月（1747）肝入被仰渡宝暦八年迄十二ヶ年相勤同年三月宇多亘理両郡大肝入仮役被仰渡亘理町江取移同年十一年十二月（1758）本役被仰渡安永五年（1775）迄相勤同年十月退役仕候仍肝入并大肝入両役取合延享四年より安永五年迄三十ヶ年相勤申候事」と書かれている。このことから、金平首謀の一揆は宝暦2年（1752年）ではなく、鈴木勇喜右衛門が宇田亘理大肝入に任命された宝暦8年以降の宝暦9〜10年ごろと思われる。

## 系譜
- 父：伊達吉村（1680年 - 1752年）
- 母：長松院（1689年 - 1745年） - 貞子、冬姫、久我通誠の養女、久我通名の娘
- 正室：雲松院（1717年 - 1746年） - 峰姫、利根姫、徳川吉宗の養女、紀州藩主徳川宗直の次女・温子
  - 長女：霊松院（1739年 - 1761年） - 源姫（惇子）、佐賀藩主鍋島重茂正室
  - 三女：（1745年 - 1745年） - 早世
- 側室：性善院（1719年 - 1763年） - 信子、於世勢の方、坂信之の娘
  - 長男：伊達久米之丞（1738年 - 1745年） - 早世
  - 次男：伊達重村（1742年 - 1796年） - 初め国村。嫡子となり7代藩主
  - 次女：沛姫（1745年 - 1757年） - 松平容頌許嫁、早世
  - 四女：愷姫（敬子）（1747年 - 1771年） - 小浜藩主・酒井忠貫正室
  - 五女：認姫（1749年 - 1775年） - 済子、中村景貞（義景）室
  - 六女：直姫（1750年 - 1755年） - 早世
  - 七女：従姫（1751年 - 1753年） - 早世
  - 七男：伊達藤七郎（1753年 - 1753年） - 早世
  - 八男：堀田正敦（1755年 - 1832年） - 中村村由、堅田藩主堀田正富の養子
- 側室：證子 - 於理久の方、蓮台院、佐野宗智の娘
  - 三男：土井利徳（1748年 - 1813年） - 刈谷藩主土井利信の養子
- 側室：豊 - 瑤池院、橋本秋長の娘
  - 四男：伊達村倫（1749年 - 1776年） - 涌谷伊達村胤の養子。涌谷伊達家8代当主
- 側室：静子 - 於留代の方、尚賢院、安田義高の娘
  - 五男：某（1750年 - 1750年） - 早世
- 側室：円智院（1732年 - 1761年） - 静、於喜与の方。林通明の娘、林子平の姉
  - 六男：土井利置（1750年 - 1766年） - 刈谷藩主土井利信の養子
  - 九女：せい姫（方子）（1752年 - 1829年） - 松江藩主・松平治郷（不昧）正室。「せい」は「青＋彡」。
- 側室：於登恵の方 - 惟善院、丹野敬之の娘
  - 八女：瑛姫（1751年 - 1757年） - 稲葉正弘許嫁、早世
  - 十一女：房姫（1753年 - 1759年） - 早世
  - 十二女：珋姫（1755年 - 1762年） - 早世
- 側室：諫貞院 - 石川定道の娘
  - 十女：才姫（1752年 - 1753年） - 早世

## 偏諱を受けた人物
宗村時代（1743年 - 1756年）
- 伊達重村（次男・嫡男）　※その他の宗村の男子は、（兄である）重村から「村」の字を受けている。
- 田村村隆（実弟、初め登米伊達家を継ぎ伊達村勝を称すが、のち一関藩田村家を継ぎ改名）
- 伊達村良（実弟、兄・村勝（村隆）の田村家転出に伴い登米伊達家を継承）
- 伊達村煕（川崎伊達家）
- 伊達村利（水沢伊達家）
- 伊達村香（岩谷堂伊達家5代当主伊達村望の長子、早世）
- 伊達村富（村香の実弟、岩谷堂伊達家6代当主）
- 伊達村嘉（宮床伊達家）
- 伊達村頼（村嘉の実弟、子のなかった村嘉の養嗣子となるも早世）
- 片倉村廉（義弟（正室が宗村の妹・郷姫（昌子）））
- 白河村光（真坂白河家6代当主、白河村広の子）
- 白河村祐（真坂白河家7代当主、宮床伊達家・伊達村興の四男）
- 三沢村保（伊達村香・村富の実弟、三沢村清の養子）